# Primera Liga de Eslovenia 1991-92
La PrvaLiga de Eslovenia 1991-92 fue la primera edición de la máxima categoría del fútbol esloveno tras la disolución de Yugoslavia. Inició el 18 de agosto de 1991 y finalizó el 21 de junio de 1992. El campeón fue el NK Olimpija Ljubljana.

## Tabla de posiciones
| Pos | Equipo             | PJ | PG | PE | PP | GF  | GC | Dif | Pts |
| --- | ------------------ | -- | -- | -- | -- | --- | -- | --- | --- |
| 1   | Olimpija           | 40 | 30 | 6  | 4  | 102 | 18 | +84 | 66  |
| 2   | Maribor            | 40 | 25 | 9  | 6  | 76  | 30 | +46 | 59  |
| 3   | Izola              | 40 | 22 | 12 | 6  | 62  | 26 | +36 | 56  |
| 4   | Gorica             | 40 | 15 | 16 | 9  | 63  | 40 | +23 | 46  |
| 5   | Ljubljana          | 40 | 17 | 12 | 11 | 59  | 41 | +18 | 46  |
| 6   | Naklo              | 40 | 14 | 18 | 8  | 49  | 39 | +10 | 46  |
| 7   | Mura               | 40 | 17 | 9  | 14 | 60  | 49 | +11 | 43  |
| 8   | Koper              | 40 | 15 | 13 | 12 | 38  | 33 | +5  | 43  |
| 9   | Celje              | 40 | 14 | 13 | 13 | 43  | 51 | –8  | 41  |
| 10  | Slovan             | 40 | 14 | 12 | 14 | 51  | 40 | +11 | 40  |
| 11  | Svoboda            | 40 | 14 | 12 | 14 | 51  | 55 | –4  | 40  |
| 12  | Rudar Velenje      | 40 | 13 | 12 | 15 | 59  | 65 | –6  | 38  |
| 13  | Potrošnik Beltinci | 40 | 14 | 10 | 16 | 48  | 60 | –12 | 38  |
| 14  | Zagorje            | 40 | 13 | 10 | 17 | 47  | 44 | +3  | 36  |
| 15  | Nafta Lendava      | 40 | 13 | 10 | 17 | 52  | 63 | –11 | 36  |
| 16  | Steklar            | 40 | 12 | 12 | 16 | 57  | 75 | –18 | 36  |
| 17  | Primorje           | 40 | 12 | 11 | 17 | 44  | 60 | –16 | 35  |
| 18  | Rudar Trbovlje     | 40 | 12 | 9  | 19 | 47  | 60 | –13 | 33  |
| 19  | Domžale            | 40 | 5  | 14 | 21 | 26  | 59 | –33 | 24  |
| 20  | Medvode            | 40 | 9  | 5  | 26 | 26  | 84 | –58 | 23  |
| 21  | Jadran Dekani      | 40 | 4  | 7  | 29 | 23  | 91 | –68 | 15  |

PJ = Partidos jugados; PG = Partidos ganados; PE = Partidos empatados; PP = Partidos perdidos; GF = Goles anotados; GC = Goles recibidos; Dif = Diferencia de goles; Pts = Puntos
|  | Liga de Campeones de la UEFA |
|  | Copa de la UEFA              |
|  | Recopa de Europa             |
|  | Descenso a la 2. SNL         |

| Bandera de Eslovenia       |
| Campeón Olimpija 1° título |